# Büdy-vár

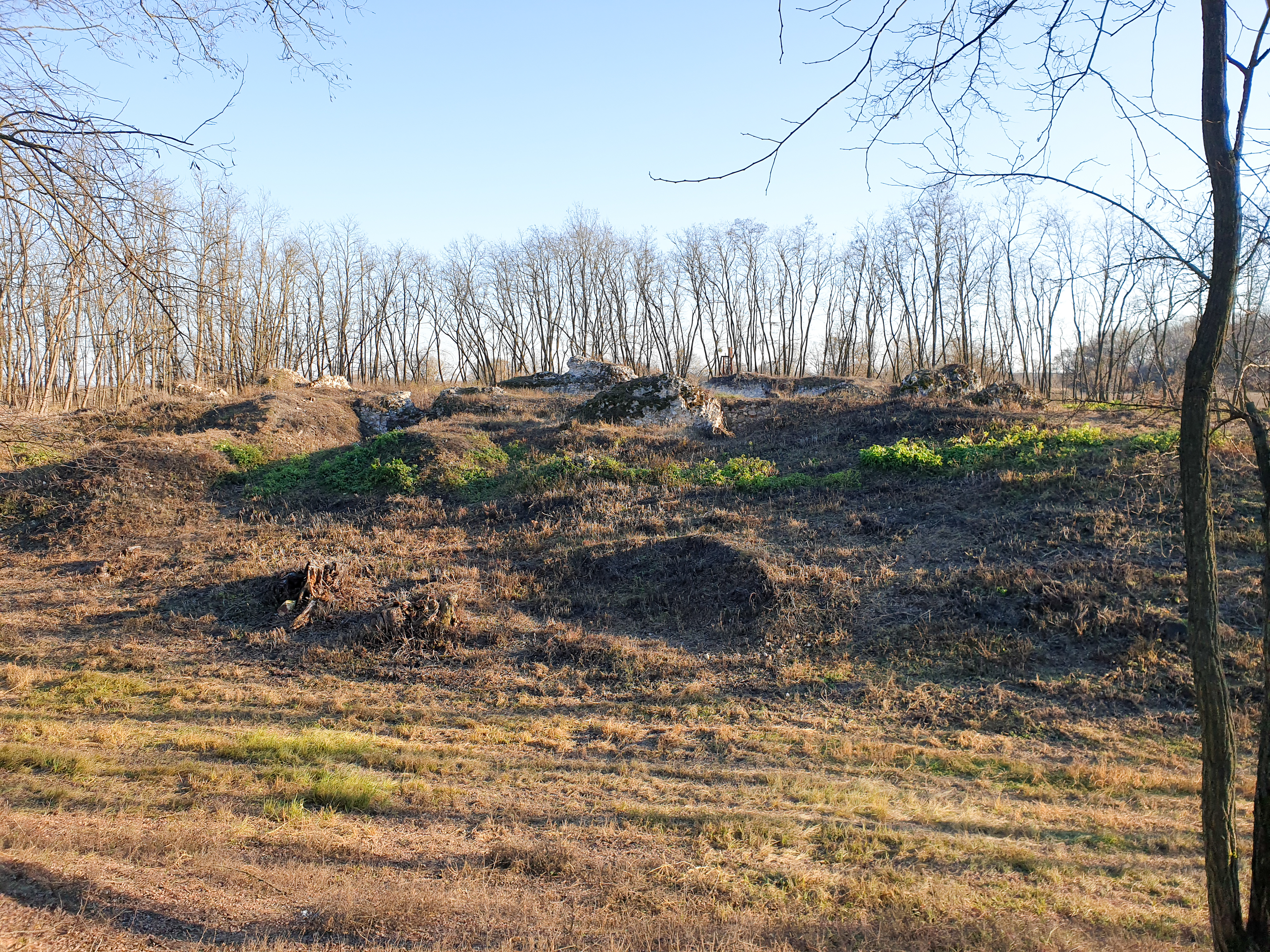
A romok 2021 novemberében

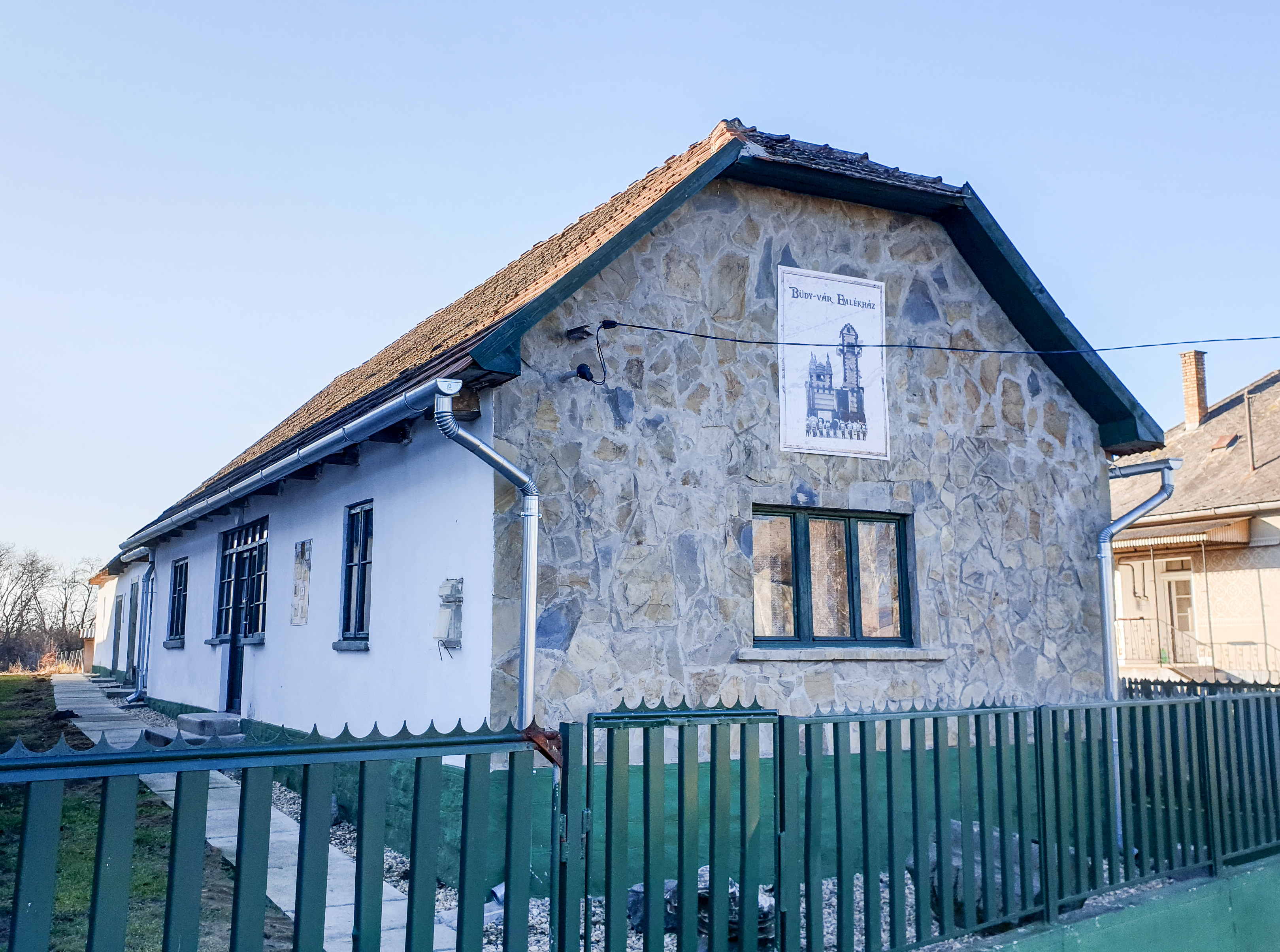
A vár történetét bemutató emlékház Vámosatyán

A vizenyős területen rejtőző Büdy-vár Tiszahát vidékének egyetlen, még magyarországi területen emelkedő erőssége a Vámosatya községtől félórányi gyaloglásra.

## Fekvése
A vár a Vámosatya és Gelénes településeket összekötő úttól délre fekszik, egy alacsony dombon, Vámosatyától kb. 1, Gelénestől 1,5 kilométerre. A dombot 150-200 méteres körzetben zsombékos terület övezi.

## A vár rövid története
A régészeti feltárások és a vár birtoklástörténete alapján valószínűsíthető, hogy a várat 1537 és 1547 között emeltette Büdy Mihály munkácsi várnagy és beregi főispán hogy a hétszáz forintért megvásárolt vámosatyai birtokának uradalmi központját képezze. 1557-ben az Erdély-párti Balassa Menyhért által felállított sereg – a hadászatilag jelentős Munkács várának ostromára vonultában – ellenállást nem tapasztalva elfoglalta az újonnan létesített kicsiny erődítményt, melyből Büdy Mihály úr sietve elmenekült, majd később, a béke időszakában ismét visszaköltözött.
1564-ben újabb ellenséges sereg háborgatta a várat, ekkor Báthory István fejedelem vette ostrom alá. A csekély létszámú helyőrség rövid ellenállás után, szabad elvonulás fejében feladta állásait. Két esztendő múlva János Zsigmond – választott magyar király, Erdély ura - a legbizalmasabb udvari köréhez tartozó Csáky Mihály kancellárnak adományozta.
A Büdy família később mégis visszaszerezte jogos tulajdonát, amit Habsburg Rudolf német-római császár és magyar király is megerősítette egy 1578-as okiratában. A következő évtizedekben is ennek a családnak a leszármazottai lakták a katonai szempontból jelentéktelen várat, melynek sorsa a környékbeli nagyobb erődítményektől {Munkács, Ungvár, Huszt, Szatmár} függött.
A XVII. század elejétől a Büdy família férfiágon való kihalása miatt több kisnemesi család osztozott meg a vár egyes helyiségein és a hozzá tartozó nagybirtokon. Egy 1603-as adat szerint Kubinyi István földesúr lakott benne szolgaszemélyzetével. A Habsburg császári ház önkényuralma idején kis létszámú őrsége kardcsapás nélkül kaput nyitott az erdélyi seregeknek, így falai között állomásoztak Bocskai István, Bethlen Gábor és I. Rákóczi György vitézei is. Pusztulásának pontosabb körülményei nem maradtak fenn, valószínűleg egy ostrom során dőltek romba falai és épületei. Többé nem állították helyre, egy 1660-as feljegyzés szerint már várrom.
Az elmúlt évszázadok időjárási viszontagságai párosulva a környékbeli lakosság bontásaival javarészt eltüntették az egykori védőművet, melynek maradékát 2006-ban kezdte feltárni egy régészcsapat.